# Tiếng Pa Dí
Tiếng Pa Dí [pa31 zi31] là một ngôn ngữ thuộc ngữ chi Thái được nói tại khu vực biên giới Việt-Trung. Có khoảng 300 người nói tiếng Pa Di ở huyện Mường Khương, tỉnh Lào Cai, Việt Nam, được chính phủ Việt Nam xếp vào nhóm dân tộc Tày.
Tại Trung Quốc, người Pa Dí (tiếng Hoa: Bài Di 摆彝) sống ở huyện tự trị Dao Hà Khẩu, huyện tự trị Miêu Dao Thái Kim Bình và châu tự trị Cáp Nê Di Hồng Hà của Vân Nam. Người Pa Dí được phân loại là người dân tộc Đại ở Hà Khẩu và Tráng ở Yên Sơn và Mã Quan. Năm 1960, dân số Pa Dí là 6.958 người.
Người ta cho rằng tiếng Pa Dí có thể giống với tiếng Tày Lự. Tiếng Pa Dí chia thanh điệu tương tự như tiếng Thái Lan tiêu chuẩn.
Jerold Edmondson báo cáo có khoảng 300 người nói. Tuy nhiên, Bùi Quốc Khánh (2013) báo cáo có 3.000 người Pa Dí sống ở 19 làng tự nhiên ở thị trấn Mường Khương và các xã Tung Chung Phố, Nậm Chảy của huyện Mường Khương.